# 克魯爾斯巴赫河

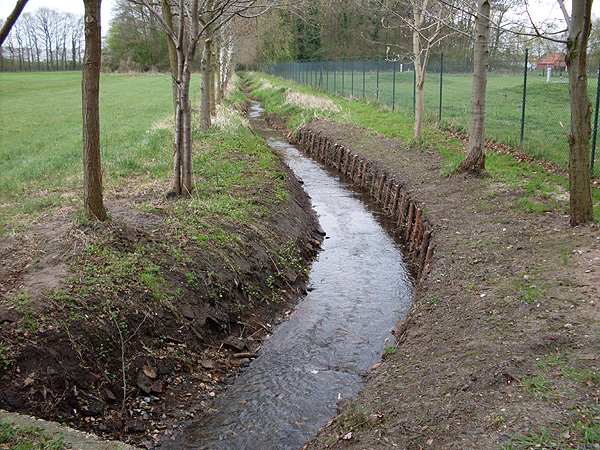

克魯爾斯巴赫河（德語：Krullsbach），是德國的河流，位於該國西部，處於北萊茵-威斯特法倫州，屬於盧特河的右支流，河道全長8.5公里，河畔城鎮有比勒費爾德、居特斯洛和哈瑟溫克爾。